# Passion Play
Passion Play es un juego de rol en vivo creado por Bill Bridges y Bill Maxwell y publicado por primera vez en Estados Unidos por Holistic Design en 1999. Está basado en el juego de rol de mesa Fading Suns (este último traducido al castellano como Soles Exhaustos).